# Taggart (televisieserie)
Taggart was een Britse detectiveserie. In 2010, nadat de laatste aflevering was uitgezonden, was het de langstlopende Schotse politieserie. De serie werd bedacht door Glenn Chandler. Van 1983 tot 2010 werden buiten de pilot (Killer) 109 afleveringen geproduceerd, The Ends of Justice is nummer 109.

## Verhaal en productie
Taggart is een in Glasgow in het politiebureau van de wijk Maryhill spelende serie. De vaste groep politiemensen (en acteurs) is in de loop van de jaren nogal gewijzigd. De naam Taggart is afkomstig van het personage Detective Inspector Jim Taggart, gespeeld door Mark McManus, die in 1994 kwam te overlijden. Na 110 afleveringen en 27 series stopte ITV in 2010 met de zeer populaire serie.

## Acteurs
Mike Jardine, gespeeld door James MacPherson kwam in 1987 in de serie als rechterhand van Jim Taggart en nam na de dood van Mark McManus diens rol over in 1994. Ook werd toen Jackie Reid door actrice Blythe Duff als Detective Sergeant geïntroduceerd.
In 2002 werd MacPherson (omdat hij in de serie het leven had gelaten) vervangen door de acteur Alex Norton als DCI Matt Burke. De andere helpers van Burke zijn acteur Colin McCredie als DC Stuart Fraser 1994 en acteur John Michie als DI Robbie Ross in 1998. Taggart-ster Colin McCredie, die DC Stuart Fraser speelt, heeft zonder uitleg ontslag gekregen na vijftien jaar, volgens de Daily Record. De acteurs Blythe Duff, John Michie en Alex Norton vertelden later hoe ongelukkig ze waren met de manier waarop het ontslag werd afgehandeld.
De KRO-televisie en Canvas brengen zo af en toe een aflevering van de serie op het scherm, de volgorde van de producent wordt niet aangehouden.

## Lijst van afleveringen
1983-1996
- Killer 1983 (Pilot)
- Dead Ringer 1985
- Murder in Season 1985
- Knife Edge 1985
- Death Call 1986
- Killing Philosophie 1987
- Funeral Rites 1987
- Cold Blood 1987
- Dead Giveaway 1988
- Root of Evil 1988
- Double Jeopardy 1988
- Flesh and Blood 1989
- Love Knot 1990
- Hostile Wittness 1990
- Evil eye 1990
- Death comes Softly 1990
- Rogues Gallery 1990
- Nest of Vipers 1992
- Double Exposure 1992
- Violent Delights 1992
- The Hit Man 1992
- Ring of Deceit 1992
- Fatal Inheritage 1993
- Death Benefits 1993
- Gingerbread 1993
- Death without Dishonour 1993
- Instruments of Jusitice 1993
- Secrets 1994
- Forbidden Fruit 1994
- Prayer for the Dead 1995
- Hell Fire 1994
- Legends 1995
- Black Orechid 1995
- Devel’s Advocate 1996
- Angel Eyes 1996
- Dead Man’s Chest 1996

1997-2005
- Apocalypse 1997
- Babushka 1997
- Beserker 1998
- Out of Bounds 1998
- Dead Reckoning 1998
- A Few Bad Man 1998
- Long Time Dead 1999
- Bloodlines 1999
- For their Sins 1999
- A Fistful of Chips 1999
- Fearful Lightning 1999
- Ghost Rider 1999
- Skin Deep 2000
- Wave lengths 2000
- Football Crazy 2000
- Falling in Love 2001
- Death Trap 2001
- Fire, Burn 2002
- Watertight 2002
- The Friday Event 2002
- Hard Man 2002
- Fade to Black 2002
- Blood Money 2002
- New Life 2003
- Bad Blood 2003
- Half-Way house 2003
- An Eye for an Eye 2003
- Penthouse and Pavement 2003
- Atonement 2003
- Compensation 2004
- Saints and Sinners 2004
- Puppet on a String 2004
- The Wages of Sin 2004
- The Ties that Bind 2005
- In Camera 2005
- Mind over Matter 2005

2005-2010
- Cause & Effect 2005
- A Taste of Money 2005
- A Death Foretold 2005
- Do or Die 2005
- Running out of Time 2005
- Cause to Kill 2005
- Dead Man Walking 2005
- Law 2006
- Best and Brightest 2006
- Users & Losers 2007
- The Thirteenth Step 2007
- Tenement 2007
- Pinnacle 2007
- Genesis 2008
- Judgement Day 2008
- Island 2008
- Trust 2008
- A Study in Murder 2008
- Point of Light 2008
- Safer 2008
- The Caring Game 2008
- Homesick 2008
- Crossing the Line 2008
- Lifeline 2008
- Cold Read 2009
- Grass 2009
- The Knife Trick 2009
- So Long Baby 2009
- Fact and Fiction 2009
- I.O.U. 2010
- Local Hero 2010
- The Rapture 2010
- Bad Medicine 2010
- Abuse of Trust 2010
- Silent Truth 2010
- Fallen Angels 2010
- Bloodsport 2010
- The Ends of Justice 2010